# Mala djeca (2006.)
Mala djeca (eng. Little Children) je američka drama iz 2006. godine koju je režirao Todd Field. Temeljena je na istoimenom romanu autora Toma Perrotte koji je skupa s Fieldom potpisnik scenarija. U filmu su glavne uloge ostvarili Kate Winslet, Patrick Wilson, Jennifer Connelly, Jackie Earle Haley, Noah Emmerich, Gregg Edelman, Phyllis Somerville i Will Lyman. Originalnu glazbu za film skladao je Thomas Newman. Svoju premijeru Mala djeca imala su na 44. filmskom festivalu u New Yorku. Sam film zaradio je 3 nominacije za prestižnu filmsku nagradu Oscar: najbolji sporedni glumac (Haley), najbolja glumica (Winslet) i najbolji adaptirani scenarij (Field i Perrotta). 

## Radnja
Sarah Pierce (Kate Winslet) je mrzovoljna kućanica i majka koja živi u bogatom predgrađu Bostona za vrijeme vrućeg ljeta. Udana je za Richarda Piercea (Gregg Edelman), uspješnog, ali udaljenog muža koji je potajno opsjednut s porno zvijezdom na Internetu. Sarah za svoju kćerku smatra da je "nepristupačno malo biće" koje se ne može uklopiti s djecom ostalih majku u Stepfordu, na lokalnom igralištu.
Brad Adamson (Patrick Wilson) je bivša nogometna zvijezda iz studentskih dana koji je oženjen s Kathy (Jennifer Connelly), redateljicom dokumentarnih filmova, a zajedno imaju malog sina Aarona. Brad je depresivan i frustriran zbog toga što njegova žena zarađuje, a on ostaje kod kuće s djetetom i već je dva puta pao pravosudni ispit. Svakog dana odlazi od kuće s izlikom da ide učiti u knjižnici, ali cijelo vrijeme provodi gledajući mlade skejtbordere u obližnjem parku. Uskoro se pridružuje policijskom nogometnom timu kojeg predvodi njegov prijatelj Larry Hedges (Noah Emmerich), osramoćeni bivši policajac. 
Sarah i Brad upoznaju se na lokalnom dječjem igralištu gdje mu Sarah predloži da se zagrle kako bi šokirali ostale majke koje sjede na obližnjoj klupici. Brad ju poljubi, a uskoro postaje jasno da oboje osjećaju uzajamnu privlačnost. Tijekom sljedećih nekoliko posjeta lokalnom bazenu, Sarah i Brad bolje se upoznaju i uskoro započinju ljubavnu aferu. 
U međuvremenu,  Ronald "Ronnie" James McGorvey (Jackie Earle Haley), koji je odslužio zatvorsku kaznu zbog nedolične ponašanja prema maloljetnicima, vraća se natrag u svoje susjedstvo gdje će nastaviti živjeti sa svojom majkom. Larry započne uznemiravati Ronnieja: lijepi njegove plakate po gradu, vandalizira kuću, uznemirujući i gotovo napavši čovjeka i njegovu majku. Ronniejeva majka (Phyllis Somerville) pokušava pomoći Ronnieju i dogovori spoj s djevojkom koji loše završava kada on započne masturbirati u njezinom automobilu gledajući u dječje igralište. 
Brad i Sarah nađu se na nogometnoj utakmici gdje ju on pita da pobjegne s njim; dogovore se da će se sljedeće večeri naći u lokalnom parku. Nakon utakmice pijani Larry odlazi do kuće obitelji McGorvey i nastavlja ih uznemiravati koristeći megafon kako bi probudio cijelo susjedstvo. Gospođa McGorvey ga pokušava spriječiti, ali ju Larry odguruje na zemlju. Ona u tom trenutku doživljava srčani udar i kasnije umire u bolnici. Ronnie je devastiran gubitkom jedine osobe koja ga je voljela u životu.
Te večeri Sarah spakuje torbu i s Lucy odlazi na igralište čekajući Brada. Na putu do igrališta Brad je ponovno gotovo hipnotiziran mladim skejtoborderima koji ga izazivaju da pokuša preskočiti nekoliko stepenica sa skejtom. On ne može odoliti; pokušava i ozlijedi se. Sarah neočekivano na igralištu vidi Ronnieja i pokuša ga utješiti, ostavljajući malu Lucy samu koja nakratko odluta. Nakon što ju Sarah nađe, u suzama grli svoju kćerku i odlazi kući. Brada odvoze u bolnicu, a on zamoli policajca da nazove njegovu suprugu.
Za to vrijeme Larry dolazi do parka gdje vidi Ronnieja te mu se ispričava zbog uznemiravanja. Primijetivši krv koja kapa s Ronnieja, on u užasu otkriva da se Ronnie sam kastrirao. U panici, Larry ponese Ronnieja do svog kombija te ga odveze u bolnicu. Tamo stižu u istom trenutku kad se Kathy i Brad susretnu na ulazu u hitnu službu. Film završava scenom u kojoj Sarah spava pokraj Lucy u njihovoj kući.

## Glumačka postava
| - Kate Winslet kao Sarah Pierce - Patrick Wilson kao Brad Adamson - Jennifer Connelly kao Kathy Adamson - Jackie Earle Haley kao Ronald James McGorvey - Noah Emmerich kao Larry Hedges - Gregg Edelman kao Richard Pierce - Phyllis Somerville kao Mae McGorvey - Sadie Goldstein kao Lucy Pierce - Ty Simpkins kao Aaron Adamson - Helen Carey kao Jean | - Catherine Wolf kao Marjorie - Mary B. McCann kao Mary Ann - Trini Alvarado kao Theresa - Marsha Dietlein kao Cheryl - Jane Adams kao Sheila - Raymond J. Barry kao Bullhorn Bob - Rebecca Schull kao Laurel - Sarah Buxton kao Slutty Kay - Will Lyman kao narator (nekreditiran) |

Glumci Idris Elba i Edward Norton razmatrani su za ulogu Brada. Vera Farmiga bila je prvi izbor za ulogu Sarah.

## Produkcija
Za ovaj film redatelj Todd Field i novelist Tom Perrotta namjeravali su priču odvesti u malo drugačijem smjeru za razliku od knjige. "Kada smo Todd i ja započeli surađivati na scenariju, nadali smo se da ćemo napraviti nešto novo iz materijala, a ne samo reproducirati knjigu u film", izjavio je Perrotta.

## Kritike
Film je uglavnom pobrao hvalospjeve kritičara. Na temelju 152 kritike na popularnoj Internet stranici Rotten Tomatoes, film ima 79% pozitivnih ocjena (122 pozitivne; 30 negativnih) uz prosječnu ocjenu od 7.8/10. A.O. Scott iz New York Timesa je napisao: "Gospodin Field ovim se filmom dokazuje kao jedan od najliterarnijih američkih filmaša. U previše filmova u zadnje vrijeme inteligencija je žalosno podcijenjena, a upravo je to ta kvaliteta - čak i više od njegove ljepote - što ovaj film čini drugačijim od ostalih. To je film koji je izazovan, dostupan i jedan od onih o kojima je teško prestati razmišljati." Scott je postavio film Mala djeca na deveto mjesto najboljih filmova 2006. godine.
Kritičarka Los Angeles Timesa, Carina Chocano napisala je: "Mala djeca je jedan od onih rijetkih filmova koji uspješno prenosi pisani materijal na platno. Čvrsto postavljen u sadašnjosti i u naše trenutno stanje svijesti - vrijeme i stanje koje malo umjetnika ima želju istraživati - ovo je jedan od rijetkih filmova za koje mogu čvrsto reći da je zbunjujuća kombinacija samozadovoljstva, samoodricanja, poštovanja i anksioznosti koje karakteriziraju srednju klasu i u kojem možemo prepoznati pravi teror u njegovoj srži."

## Nominacije i nagrade

### Oscar
Film Mala djeca imao je 3 nominacije za prestižnu nagradu Oscar, ali nije osvojio niti jednu:
- Najbolja glumica - Kate Winslet
- Najbolji sporedni glumac - Jackie Earle Haley
- Najbolji adaptirani scenarij - Todd Field i Tom Perrotta

### Zlatni globus
Film Mala djeca imao je 3 nominacije za nagradu Zlatni globus, ali nije osvojio niti jednu:
- Najbolji film (drama)
- Najbolja glumica (drama) - Kate Winslet
- Najbolji scenarij - Todd Field i Tom Perrotta

## Vanjske poveznice
- Mala djeca u internetskoj bazi filmova IMDb-a
- Mala djeca na Rotten Tomatoes